# Pabellón Mohamed V
El Pabellón Mohamed V (en árabe: قاعة محمد الخامس‎) es un pabellón deportivo cubierto con capacidad para 12 000 espectadores, ubicado en Casablanca, Marruecos. El pabellón forma parte del Complejo Deportivo Mohamed V situado en el centro de Casablanca, en el distrito de Maârif y, acoge cada año varios eventos deportivos, especialmente los partidos de los equipos del Wydad Athletic Club, Rabita de Casablanca, Raja Casablanca y otros clubes de la ciudad.
Este abrió sus puertas el 21 de agosto de 1983 con motivo de los Juegos Mediterráneos de 1983 organizados en Casablanca, y lleva el mismo nombre que el complejo, en honor a Mohamed V, sultán del Imperio jerifiano de 1927 a 1957 y rey de Marruecos de 1957 a 1961.
El pabellón Mohammed-V está situado en el centro de Casablanca, a 25 km del Aeropuerto Internacional de Casablanca y a 5 km de la estación de tren Casa-Voyageurs.